# Saint-Germain-Beaupré
Saint-Germain-Beaupré é uma comuna francesa na região administrativa da Nova Aquitânia, no departamento de Creuse. Estende-se por uma área de 17,06 km². Em 2010 a comuna tinha 420 habitantes (densidade: 24,6 hab./km²).